# VS-30

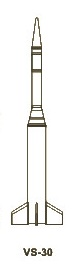
Cohete VS-30

Los primeros cohetes producidos en Brasil, desde 1967, fueron cohetes de sondeo de la familia Sonda: el Sonda I, con un total de 200 lanzamientos, seguido por los Sonda II y III, con más de 90 lanzamientos en el total, y culminando en 1984 con el Sonda IV, que ya tenía una gran capacidad de carga útil y era un cohete con tecnología controlada, maniobrable en vuelo dentro y fuera de la atmósfera.
El VS-30 resulta de la evolución de la primera versión del cohete Sonda II. Puede ser lanzado tanto solo como en la configuración VS-30/Orión, como fase superior de un cohete estadounidense Orión. Por sí solo, llega a un apogeo de 140 km, y como fase superior de un Orión a 434km.
Otra versión desarrollada a partir del VS-30 es el cohete VSB-30, una colaboración entre la Agencia Espacial Brasileña, el Centro Tecnológico de Aeronáutica y la DLR-Moraba alemana para cubrir las necesidades de vuelos de microgravedad de la Agencia Espacial Europea (ESA).
Actualmente los cohetes de esta familia son fabricados y comercializados por Avibras, siendo los primeros aparatos de lanzamiento espacial en adquirir ese nivel de producción en Brasil

#### Especificaciones
VS-30
- Apogeo: 160 km
- Carga útil: 260 kg
- Masa total: 1460 kg
- Diámetro: 0,56 m
- Longitud total: 7,43 m

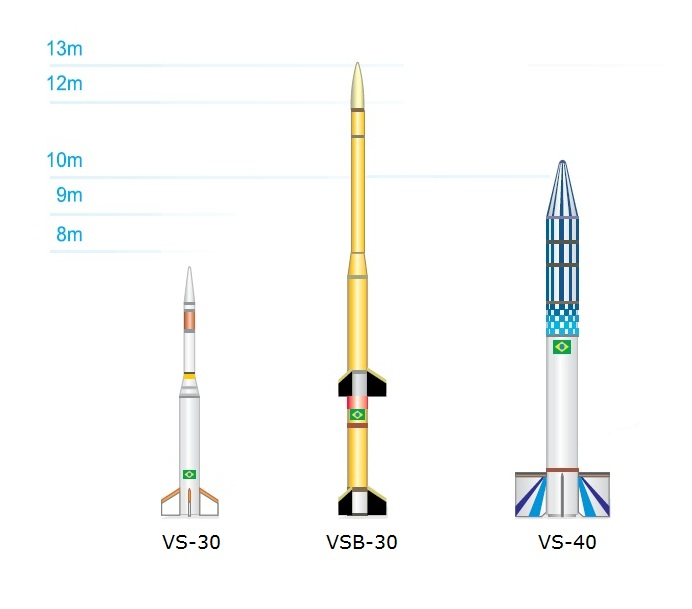
Familia de cohetes brasileños VS

- Lanzamientos: 14 (8 Brasil, 6 exterior)

VS-30 Orión
- Apogeo: 350 km
- Carga útil: 160 kg
- Masa total: 1800 kg
- Diámetro: 0,56 m
- Longitud total: 8,8 m
- Lanzamientos: 7

## Lanzamientos
| #  | Vehículo    | Fecha      | Lugar            | Resultado | Observaciones                       |
| -- | ----------- | ---------- | ---------------- | --------- | ----------------------------------- |
| 1  | VS-30 XV1   | 28/04/1997 | Brasil - CLA     | Éxito     | Test, apogeo: 128 km                |
| 2  | VS-30 XV2   | 12/10/1997 | Suecia - Esrange | Éxito     | Aeronomy, apogeo: 120 km            |
| 3  | VS-30 XV3   | 31/01/1998 | Suecia - Esrange | Éxito     | Aeronomy, apogeo: 120 km            |
| 4  | VS-30 XV4   | 15/03/1999 | Brasil - CLA     | Éxito     | São Marcos, apogeo: 128 km          |
| 5  | VS-30 XV5   | 06/02/2000 | Brasil - CLA     | Éxito     | Lençois Maranhenses, apogeo: 148 km |
| 6  | VS-30 XV6   | 01/12/2002 | Brasil - CLA     | Éxito     | Cuma, apogeo: 145 km                |
| 7  | VS-30 XV7   | 16/12/2007 | Brasil - CLA     | Éxito     | Angicos GPS, apogeo: 120 km         |
| 8  | VS-30 XV8   | 02/12/2008 | Brasil - CLA     | Éxito     | Operación Brasil-Alemania           |
| 9  | VS-30/Orión | 2013       | Suecia - Esrange | Éxito     | Scramspace I                        |
| 10 | VS-30/Orión | 2014       | Suecia - Esrange | Éxito     | ICI-4                               |
| 11 | VS-30 V13   | 2014       | Brasil - CLA     | Éxito     | Test motor L5                       |
| 12 | VS-30 V15   | 2024       | Brasil - CLBI    | Éxito     | Operación Potiguar                  |

#### Misión conjunta Brasil-Argentina
Uno de esto cohetes tiene el mérito de haber sido el vehículo de la misión espacial conjunta entre Brasil y Argentina el 16 de diciembre de 2007. La operación Angicos fue la primera misión espacial conjunta de estos países.
El despegue del cohete tuvo lugar a las 06:15 hora local (09.15 GMT), desde el Centro de Lanzamiento de Barrera del Infierno - (CLBI), en el estado brasileño de Río Grande do Norte. 
En los 9 minutos y 25 segundos que duró el vuelo el cohete, de fabricación brasileña, 8 metros de longitud y 1500 kilos de peso, voló hasta una altura de 121 kilómetros. A esa cota, en un ambiente de gravedad casi nula, se realizaron varios experimentos científicos elaborados por instituciones argentinas, y también se puso a prueba un sistema de rastreo por el sistema GPS desarrollado por una universidad brasileña. 
Tras el vuelo, el cohete cayó al mar, a 120 kilómetros de la costa, donde fue rescatado por un contingente de la Fuerza Aérea Brasileña, que participó con dos helicópteros Black Hawk, y un equipo de submarinistas, como estaba planeado.
La misión había sido aplazada en cuatro ocasiones debido a las condiciones meteorológicas adversas a la hora del lanzamiento. Este fue el primer lanzamiento comercial de un cohete brasileño. La AEB tiene previsto multiplicar este tipo de misiones con fines científicos, desde esta base y desde el centro de lanzamientos de Alcántara, en el estado de Maranhão, en el nordeste del país. 
La base de Alcántara está más próxima a la línea del ecuador, lo que puede abaratar los vuelos, y está preparada para lanzar cohetes de mayores dimensiones.